# Лурье, Моисей Львович
Моисей Львович Лурье (1901, Шумилино Витебской губернии — 30 ноября 1941) — советский историк революционного движения, кандидат исторических наук (1938). Отец историка Ф. М. Лурье.

## Биография
Моисей Лурье родился в 1901 году в Витебской губернии в еврейской семье сельских кустарей-ремесленников. 
В 1919 году вступил в РКП(б). Принимал участие в Гражданской войне. 
В 1928 году поступил в Ленинградский институт истории, философии и лингвистики. 
В 1931 году окончил институт и устроился на работу в Ленинградский институт истории партии (Истпарт). Написал множество работ по истории революционного движения в России. Он собрал и опубликовал ряд документов о фракции большевиков в Государственной думе IV созыва, а также листовки петербургских большевиков. 
В 1938 году по совокупности работ получил степень кандидата исторических наук. 
С мая 1940 года — заместитель директора Ленинградского института истории партии, с октября — исполняющий обязанности директора. В 1941 — преподаватель Военной электротехнической академии им. С. М. Будённого. 
После начала Великой Отечественной войны ушёл на фронт. Погиб 30 ноября 1941 года.

## Сочинения
- В борьбе за большевистские Советы 1917 г., М.— Л., 1932;
- Петербургский пролетариат перед войной 1914 года, Л., 1934; 10 250 экз;
- Большевистская фракция IV Государственной думы. Сборник материалов и документов., Л., 1938;
- Листовки петербургских большевиков. 1902—1917. Т. 1-2., Л.-М., 1939;
- Как мы били белофиннов : Сб. воспоминаний, мат-лов и документов о разгроме белофин. банд. в 1918—1922 г.г., Л., 1939;
- Июльские баррикады 1914 г., Л., 1939;
- Большевистская печать в тисках царской цензуры. Сб. док-тов 1910—1914, Л., 1939.

## Семья
Жена — Мария Ароновна Лурье. Перед войной семья жила по адресу: Лермонтовский пр., 9, кв. 9.
Сын — историк Ф. М. Лурье (1931—2025). 